# پارک ملی تای
پارک ملی تای (انگلیسی: Taï National Park) یکی از آخرین مناطق در برگیرنده جنگل‌های بارانی در غرب آفریقا است که در کشور ساحل عاج واقع شده‌است. این پارک در سال ۱۹۸۲، به دلیل گستره گونه‌های گیاهی و جانوری در زمره میراث جهانی یونسکو قرار گرفت. پنج گونه پستاندار این پارک شامل: اسب آبی کوتوله، میمون کولوبوس زیتونی، پلنگ‌ها، شامپانزه‌ها و غزالک جنتینک در فهرست گونه‌های در معرض انقراض قرار دارند.